# Desaparecido (canción)
«Desaparecido» es una canción en idioma español y portugues escrita e interpretada por el cantante y compositor hispano-francés Manu Chao, editada en 1998 en su disco debut Clandestino. Es una canción que describe el refleja la sensación de estar constantemente en movimiento, sin un destino fijo, y la lucha interna..La letra en sí describe  a una persona que es conocida por su naturaleza efímera, siempre en tránsito y nunca completamente alcanzable.

## Versiones
- La banda polaca Mor W.A. en el año 2002 sacó una versión en polaco de la canción titulada Czysty Doping.[6]

- El reguetonero puertorriqueño Ñengo Flow relizó cover en trap en 2017.[7]

## Lista de canciones
Sencillo en CD
1. «Desaparecido» – 3:47

## Nominaciones
| Año  | Publicación          | País          | Lista                                               | Puesto |
| ---- | -------------------- | ------------- | --------------------------------------------------- | ------ |
| 2006 | Alborde              | EUA           | 500 canciones del Rock Iberoamericano               | 257°   |
| 2009 | Rock en las Américas | Latinoamérica | Las 120 mejores canciones del rock hispanoamericano | 60°    |